# Риженко Олександр Володимирович
Олександр Володимирович Риженко (нар. 26 травня 1979, м. Вінниця) — український державний службовець. З 2014 по 2019 рік очолював Державне агентство з питань електронного урядування. Державний секретар Міністерства цифрової трансформації України з 25 вересня по 15 листопада 2019 року.

## Освіта
Закінчив Вінницький технічний коледж, згодом — Вінницький національний технічний університет (2003 р.) — за спеціальністю «Комп'ютерні системи та мережі», інженер-системотехнік.
У 2009 році закінчив магістратуру Вінницького торговельно-економічного інституту КНТЕУ та здобув кваліфікацію магістра з адміністративного менеджменту.

## Трудова діяльність
Трудовий шлях розпочав у 2002 році, працював програмістом. Від 2003 року займався IT-бізнесом як приватний підприємець. Здобув досвід із проектування і реалізації програмних рішень для автоматизації процесів, побудови мереж зв'язку, керівництва проектами з розроблення програмного забезпечення та інтернет-сайтів, адміністрування серверів та баз.
У 2006 році починає реалізовувати здобутий професійний досвід та знання в органах місцевого самоврядування. Спочатку працює на посаді завідувача відділу комп'ютерного та програмного забезпечення, а згодом — начальника управління комп'ютеризації та телекомунікацій Вінницької міської ради. У 2011 році обіймає посаду Директора департаменту інформаційних технологій Вінницької міської ради.
За часів роботи у Вінницькій міській раді реалізуються найпрогресивніші на той час в Україні проекти із застосуванням сучасних інформаційних технологій у міському управлінні. Зокрема, у квітні 2008 року починає працювати «Прозорий офіс» — перший в Україні центр надання адміністративних послуг (ЦНАП).
Від квітня 2014 року починає працювати на державній службі у Міністерстві регіонального розвитку, будівництва та житлово-комунального господарства України на посаді начальника управління інформаційних технологій та електронного урядування. В цей період була створена Робоча група з розроблення урядової політики у сфері розвитку електронного урядування, яка провела підготовчу роботу для втілення наступних кроків у цьому напрямі. Зокрема, були розроблені «Зелена книга з електронного урядування в Україні» та, за її результатами, — «Білі книги» з питань електронного урядування. Ці напрацювання стали базою для створення законодавства у цій сфері, а також визначили стратегію роботи центрального органу виконавчої влади — Державного агентства з питань електронного урядування України, яке створене 4 червня 2014[2] шляхом перейменування Державного агентства з питань науки, інновацій та інформатизації України і діяльність якого спрямовується та координується Кабінетом Міністрів України.  
2 вересня 2019 року прийнято Постанову Кабінету Міністрів про перетворення агентства на Міністерство цифрової трансформації України. 25 вересня 2019 Риженка Олександра Володимировича звільнено з посади Голови.
Кандидат у народні депутати від партії «Українська Стратегія Гройсмана» на парламентських виборах 2019 року, № 27 у списку. Безпартійний.
Радник Вінницького міського голови з питань інформаційних технологій.

## Діяльність на посаді голови Державного агентства з питань електронного урядування України
Під головуванням Олександра Риженка Державне агентство з питань електронного урядування України розробило та ввело в дію такі нормативні документи у цій галузі:
- Концепції розвитку системи електронних послуг в Україні (16.11.2016 р.)[8]
- Концепція розвитку електронного урядування в Україні (20.09.2017 р.)[9]
- Закон «Про електронні довірчі послуги» (05.10.2017 р.)[10]
- Концепція розвитку електронної демократії в Україні (08.11.2017 р.)[11]
- Концепція розвитку цифрової економіки та суспільства України на 2018—2020 роки та затвердження плану заходів щодо її реалізації (17.01.2018 р.)[12]

Завдяки співпраці Державного агентства з питань електронного урядування України, інших органів державної влади та міжнародних партнерів державні адміністративні послуги масово переводяться в електронний формат. Уже понад сотнею електронних послуг можна скористатися на Урядовому порталі kmu.gov.ua в розділі «Послуги».

## Нагороди
У 2009 році став переможцем конкурсу ІТ-директорів BEST CIO-2009 у номінації «Центральні та регіональні органи державного управління».